# Afrikanisches Zwerghörnchen

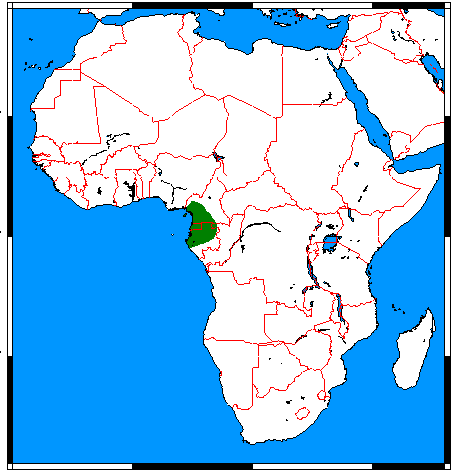
Verbreitungskarte

Das Afrikanische Zwerghörnchen (Myosciurus pumilio) ist ein baumbewohnendes Hörnchen der Regenwälder Zentralafrikas. Es ist die kleinste aller Hörnchenarten; in seiner Winzigkeit erinnert es eher an eine Maus als an ein Hörnchen. Die Kopfrumpflänge beträgt 7 cm, hinzu kommen 6 cm Schwanz. Das Gewicht beträgt etwa 16 g. Die Fellfarben sind oberseits grünlichbraun und unterseits weißlich. Verbreitet ist dieses Hörnchen in den Ländern Kamerun, Gabun, Republik Kongo und Äquatorialguinea.
Über die Lebensweise dieser Hörnchen ist wenig bekannt, da man sie nur selten beobachtet hat. Es lebt offensichtlich in den bodennahen Bereichen der Bäume, steigt also nicht in die Wipfelregion auf. Hier sucht es Unterschlupf in Baumhöhlen. Zwerghörnchen sind tagaktive Einzelgänger. Die Zahl der Jungen im Wurf betrug in den wenigen beobachteten Fällen stets zwei.
Des Öfteren hat man Zwerghörnchen dabei gesehen, wie sie Baumrinde von den Stämmen schälten, um diese zu fressen. Auch eine Untersuchung der Mageninhalte hat ergeben, dass Rinde einen überproportionalen Anteil an der Nahrung ausmacht. Daneben wurden Baumpilze und Termiten gefunden.
Die IUCN stuft die Art seit 2008 als nicht gefährdet ein. Sie dürfte aber durch die rapide Vernichtung der Regenwälder latent bedroht sein.